# Feliciano Pérez Zamora

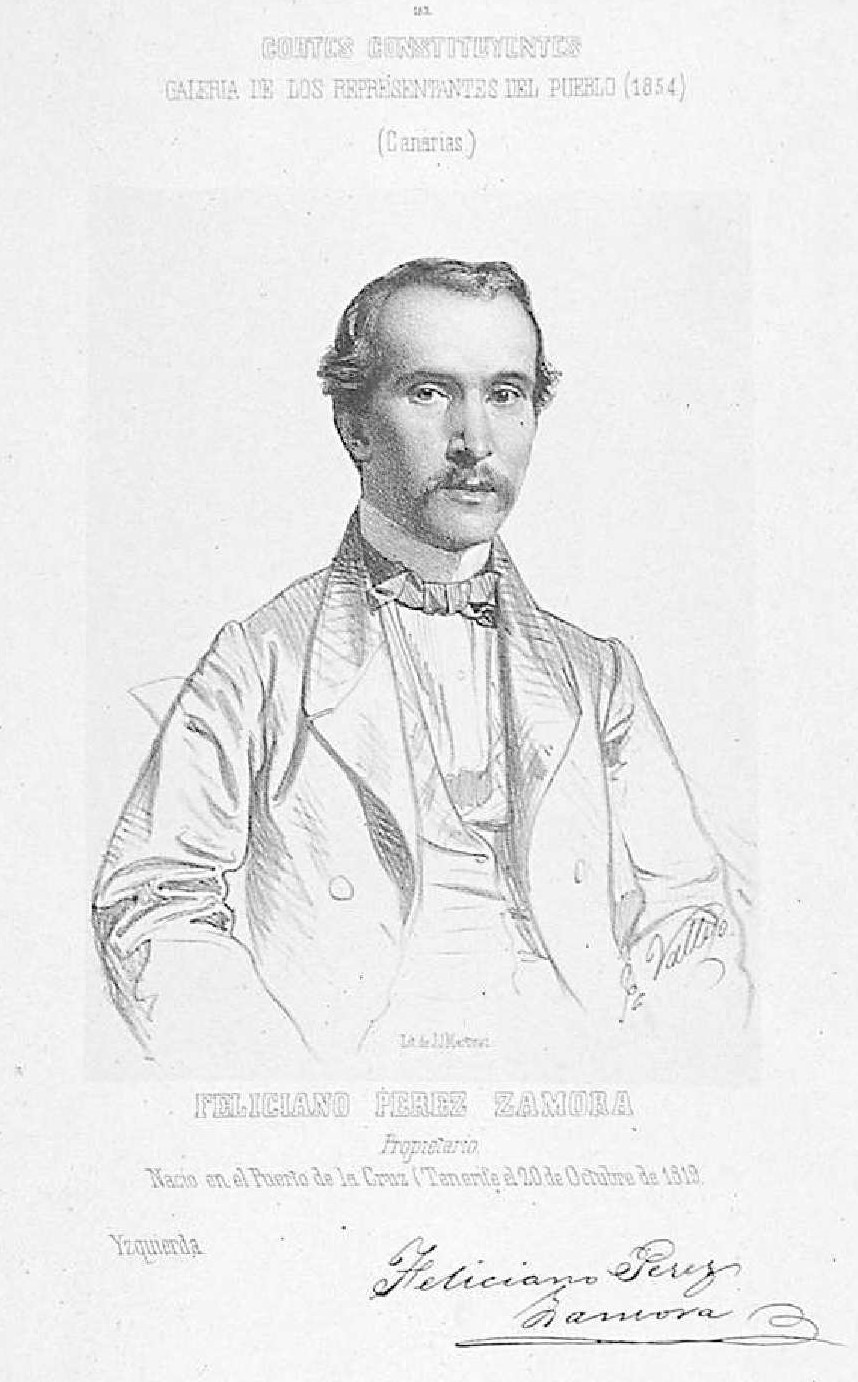
Retrato de Feliciano Pérez Zamora, litografía de José Vallejo y Galeazo. «Cortes Constituyentes, 1854. Galería de los representantes del pueblo. Propietario / Nació en el Puerto de la Cruz (Tenerife el 20. de Octubre de 1819. / Yzquierda».

Feliciano Pérez Zamora (Puerto de la Cruz, 19 de octubre de 1819-Madrid, 20 de enero de 1900), abogado y político español. Diputado en Cortes por la circunscripción de Canarias en las elecciones a Cortes constituyentes de 1854, y por el distrito de La Orotava ininterrumpidamente de 1858 a 1866, cuando fue nombrado director general de beneficencia, encabezando el Gobierno Leopoldo O'Donnell. En las elecciones a Cortes constituyentes de enero de 1869 regresó al Congreso por el distrito de Santa Cruz de Tenerife y, de nuevo por La Orotava, en 1871 y 1872. Con la Restauración borbónica fue elegido una vez más diputado por La Orotava para la legislatura de 1876-1879, y por el distrito de Santa Cruz de Tenerife en 1879-1881, 1881-1884, 1884-1886 y 1896-1898. En su trayectoria política evolucionó de la izquierda progresista al conservadurismo y fue calificado por sus adversarios políticos de «Romero Robledo de segunda clase» por su manejo de los procesos electorales en Tenerife.

## Biografía
Estudió leyes en la Universidad de La Laguna de 1834 a 1843. Se inició en política militando en el Partido Progresista y con él participó en los sucesos revolucionarios de 1854, formando parte como vocal de la Junta Gubernativa de la isla de Tenerife. Elegido diputado a las Cortes constituyentes de ese año por el Partido Progresista, pasó a militar en la Unión Liberal de Leopoldo O'Donnell con la que concurrió a las elecciones de 1858. En la década de 1860 dentro de la Unión Liberal se incorporó a la facción encabezada por Antonio de los Ríos Rosas y Manuel Alonso Martínez, al que siguió en su deriva conservadora. Tras la Revolución de 1868, en la que formó parte de la Junta Revolucionaria establecida en Barcelona —que lo nombró regidor honorario e hijo adoptivo— se incorporó al Partido Constitucional, formado por los diputados de la Unión Liberal y la derecha del Partido Progresista de Prim.
Durante el Sexenio Democrático, además de revalidar su escaño de diputado, fue designado director general de la Administración Local inmediatamente después del triunfo de la Gloriosa, el 17 de octubre de 1868, y de nuevo, ya con Amadeo de Saboya en el trono, votado por todos los diputados canarios, del 13 de enero de 1871 al 18 de junio de 1872, con un paréntesis de seis meses en 1871.  Retiró su candidatura en las elecciones celebradas en agosto de 1872, en las que resultó elegido por el distrito de La Orotava el sagastino marqués de la Florida, su viejo rival, y no concurrió tampoco a las elecciones de la Primera República española.
Tras la Restauración se integró en el Partido Liberal-Conservador de Antonio Cánovas del Castillo y, al acordarse la política del turno pacífico con el Partido Liberal-Fusionista, será él quien pacte con Fernando León y Castillo las elecciones en las Canarias, pero la ruptura del pacto tras las elecciones de 1884 en las que en el distrito de Tenerife resultó derrotado el candidato de León y Castillo, le dejó fuera del Congreso en las elecciones de 1886 y no recuperó el acta hasta diez años más tarde. Fue también consejero de Estado, designado el 1 de junio de 1874 y en el cargo hasta el 31 de julio de 1892.
En el conflicto por la capitalidad y la división provincial, Pérez Zamora, opuesto a ella desde sus primeros pasos en política, aparece como un elemento de moderación y oposición a la poderosa influencia de León y Castillo en los medios periodísticos que acusaban al grancanario de ser el principal responsable de los «odios africanos» entre Tenerife y Gran Canaria, pero lejos en poder del que tenía en Madrid León y Castillo y por el que «Gran Canaria se lleva todo».
Falleció en Madrid el 20 de enero de 1900, retirado ya de la vida política, aunque no había dejado de acudir todas las tardes al salón de conferencias del Congreso donde, sentado debajo del busto de Martínez de la Rosa, «oía más que hablaba». La nota necrológica que le dedicó El Español lo describía como «bondadoso, de espíritu recto, cortés en extremo, muy afable y muy querido por todos los hombres de todos los partidos», y El Imparcial destacaba que, «habiendo vivido con modestia suma, no deja una peseta».